# Liberté d'opinion en droit français
Pour un article plus général, voir Liberté d'opinion.
En droit français, la liberté d'opinion est apparue à la fin du XVIIIe siècle au cours de la Révolution française, dès le 26 août 1789 dans la Déclaration des droits de l'homme et du citoyen. Le législateur français prend également en considération qu'elle fait l'objet de l'article 19 de la Déclaration universelle des droits de l'homme.

## Origine
On peut trouver l'origine de la liberté d'opinion, ou si l'on préfère de la liberté de penser, dans la contestation qui vit le jour au siècle des Lumières contre les abus d'autorité de l'Église catholique, plus particulièrement en ce qui concerne les méthodes de l'Inquisition. Au sujet de celle-ci, d'Alembert écrivit dans le Discours préliminaire de l'Encyclopédie :
« Un tribunal devenu puissant dans le midi de l'Europe, dans les Indes, dans le Nouveau Monde, mais que la foi n'ordonne point de croire, ni la charité d'approuver, ou plutôt que la religion réprouve, quoique occupé par ses ministres, et dont la France n'a pu s'accoutumer encore à prononcer le nom sans effroi, condamna un célèbre astronome pour avoir soutenu le mouvement de la terre, et le déclara hérétique (...). C'est ainsi que l'abus de l'autorité spirituelle réunie à la temporelle forçait la raison au silence ; et peu s'en fallut qu'on ne défendit au genre humain de penser. »

## Signification
La liberté d'opinion a été affirmée solennellement dès la Déclaration des droits de l'homme et du citoyen du 26 août 1789. Elle fait l'objet de l'article 10.
Elle signifie que toute personne est libre de penser comme elle l'entend ou d'avoir des opinions contraires à celle de la majorité (son corollaire est la liberté d'expression). La Déclaration de 1789 précise d'ailleurs que cette liberté d'opinion s'étend à la liberté religieuse, chacun étant libre d'adopter le culte de son choix, ou de n'en adopter aucun.

## Applications
Cette affirmation de principe, solennelle, n'a pas empêché de nombreuses atteintes à cette liberté (ex en France, sous la Restauration ou le régime de Vichy).
Afin d'être effective, la liberté d'opinion doit s'accompagner du respect d'autres libertés :
- la liberté de conscience : englobant la liberté de religion et la liberté par rapport à la religion, elle permet à un individu de faire le choix des valeurs ou des principes qui vont conduire son existence. Ce choix est de manière générale plus ou moins encadré par les lois du lieu d'existence ;
- la liberté d'expression : elle permet à chacun d'exprimer librement ses idées par tous les moyens qu'il juge appropriés (ex : livre, film). Elle implique donc la liberté de la presse et, aujourd'hui, la liberté de la communication audiovisuelle. Cependant, cette liberté peut être restreinte par la responsabilité a posteriori de la personne qui s'exprime, dans des cas prévus par la loi ; c'est par exemple le cas pour des propos discriminatoires ou calomnieux ;
- la liberté d'association : affirmée solennellement en France par la loi du 1er juillet 1901, elle permet aux personnes partageant les mêmes opinions de s'associer au sein d'une même organisation (comme un parti politique) ;
- la liberté de réunion : elle permet à plusieurs personnes de se réunir pour partager des idées ou soutenir une cause ;
- la liberté de manifestation : elle autorise des personnes soutenant une cause ou une opinion de l'exprimer dans la rue. Cette liberté s'accompagne nécessairement de limites afin de protéger l'ordre public.